# Villa Elisa (La Plata)
Pour les articles homonymes, voir Villa Elisa.
Villa Elisa est une localité argentine située dans la province de Buenos Aires et dans le partido de La Plata. En 2001, la ville comptait 22 229 habitants pour une agglomération urbaine de 794 253 habitants.

## Histoire
Villa Elisa a été fondée sur les terres (environ 800 hectares) qui se trouvaient entre l'estancia de Leonardo Pereyra, fondée en 1857, et l'estancia de Jorge Bell, fondée en 1879. À partir de 1884 (année où le chemin de fer a construit la jonction Pereyra), ces terres étaient connues sous le nom de « Paraje Estación Empalme Pereyra » et appartenaient au district d'Ensenada de l'époque. Après une tentative infructueuse d'urbanisation de la zone, les terrains sont passés en 1887 aux mains de la Sociedad Anónima Banco Mercantil de La Plata. À la fin de l'année 1887, Francisco Uriburu a fait une présentation officielle au Département des ingénieurs de la province pour demander l'approbation du plan urbain du quartier de Villa Elisa. Le 8 mai 1888, l'exécutif approuve officiellement le plan d'urbanisme du nouveau lieu. À partir de ce moment, et au cours des années suivantes, des ventes aux enchères ont été organisées pour vendre les différentes parcelles de terrain. Uriburu était l'un des promoteurs de l'aménagement et l'origine du lieu. Lorsque Dardo Rocha s'est installé dans la ville de La Plata, Uriburu a construit son manoir à Villa Elisa, qui a fait partie du paysage du quartier jusqu'en 1960, date à laquelle un incendie l'a détruit. En l'honneur de la fille d'Uriburu, Elisa, le quartier a été baptisé Villa Elisa.
Luis Castells, le mari d'Elisa, a donné la première institution publique, il était multimillionnaire et au lieu de construire une église, ce qui lui aurait donné beaucoup plus de prestige dans la société de Buenos Aires, en 1890 il a décidé de construire et de donner à perpétuité une école gratuite et mixte, plus tard, il a également donné la place qui porte actuellement son nom située du 6 (ex12) au 7 (ex14) et du 51 au 49 traversée par le Camino Centenario. C'est l'une des raisons qui ont encouragé ses voisins à transformer l'endroit en un espace résidentiel et commercial avec un important mouvement social pendant les mois d'été. La croissance de Villa Elisa repose sur ces piliers.
Depuis 1992, Villa Elisa dispose d'un grand attrait naturel : le parc écologique municipal, qui est né de l'initiative de la municipalité de La Plata lorsque celle-ci a acquis les deux cents hectares qu'elle incorporait à son patrimoine naturel et culturel et a créé une zone de loisirs et de détente pour la communauté avec entrée gratuite, pour profiter du vert de l'endroit, qui à quelques minutes du centre ville, devient le lieu idéal pour se détendre pendant le week-end.

## Parc écologique municipal
Il est situé sur le Camino Centenario, à la frontière entre Villa Elisa et City Bell ; il dispose de 200 h, d'un auditorium, de sentiers, d'un jardin écologique et de services gastronomiques ; il se trouve à 13 km du centre de La Plata et à 40 km au sud de Buenos Aires.